# Сересо, Винисио
Ма́рко Вини́сио Сере́со Аре́вало (исп. Marco Vinicio Cerezo Arévalo; род. 26 декабря 1942) — гватемальский политический деятель, президент страны с 1986 до начала 1991 года. Стал первым президентом современной демократической эпохи в гватемальской истории.

## Биография
Родился в городе Гватемала в семье судьи Верховного суда Марко Винисио Сересо Сьерры. Учась на юридическом факультете университета Сан-Карлос (закончил в 1968 году по специальности «адвокат и нотариус»), с 1962 года был членом, затем координатором студенческой университетской организации, которая играла значительную роль в протестах против реакционного правительства Мигеля Идигораса. В 1964 году вступил в ряды Христианско-демократической партии (ХДП, официально — Гватемальская христианская демократия) и быстро стал одним из её лидеров. В 1968 году окончил университет, получив диплом юриста. С 1970 года — секретарь, в 1976—1985 годах — генеральный секретарь ХДП.
С 1974 года — депутат парламента (в оппозиции). В 1978 году неудачно баллотировался на пост мэра (алькальда) города Гватемала.
На его жизнь было совершено три покушения. Во время одного из них (в феврале 1981 года) его бронированный автомобиль был обстрелян из автоматов и закидан гранатами прямо в центре столицы.
8 декабря 1985 года победил на президентских выборах, получив 38,65 % в 1-м туре и 68,37 % во втором. Его партия получила 51 из 100 мест в парламенте, а также получила большинство во многих департаментах. Он стал первым демократически избранным и первым гражданским президентом с 1966 года. Во время инаугурации 14 января 1986 года пообещал изменить страну за первые 126 дней, объявить перемирие в партизанской войне и начать переговоры с вооружённой оппозицией из Гватемальского народного революционного единства (ГНРЕ).
В октябре 1987 года началась работа Национальной комиссии по примирению, в работе которой приняли участие представители правительства и ГНРЕ. Однако всего через 2 дня правительство категорически отвергло все условия ГНРЕ и Сересо обратился к США за усилением военной помощи.
28 октября 1987 года Конгресс принял общую политическую амнистию.
11 мая 1988 года была предпринята попытка военного переворота. 19 мая руководство военно-воздушных сил страны потребовало разрыва всех отношений с просоветскими странами, прерывания переговоров с ГНРЕ, отстранения многих действующих политиков и увеличение средств на переоснащение армии. Значительную часть требований Сересо удовлетворил.
В августе состоялась всеобщая 3-недельная забастовка против либерализации цен на топливо.
В 1989 году ухудшение положения в стране продолжилось, только по официальным данным за первое полугодие по политическим мотивам произошло 1600 убийств и 800 похищений и исчезновений людей.
9 мая произошла новая попытка переворота. Хотя суд приговорил участников к длительным срокам заключения, под давлением правых сил они уже в начале следующего года были выпущены на свободу. 1 августа был убит генеральный секретарь ХДП Данило Барильяс.
В мае 1990 года в Мадриде было подписано важное соглашение с ГНРЕ, в котором партизаны обещали не мешать предстоящим выборам, что дало возможность организовать мирный переход власти (впервые с 1951 года) к новому президенту Хорхе Серрано. Однако сразу после выборов ультраправые и армия продолжили террор.
В 1991 году стал депутатом Центральноамериканского парламента, что было расценено как получение иммунитета от судебных преследований на родине по обвинению в коррупции, мошенничеству и покровительству террору. В 1999 году стал депутатом парламента Гватемалы (одним из двух, избранных от партии), в 2003 году — избрался в Сенат (единственный от партии). В 2007 году потерял своё место в национальном парламенте, а его партия вообще не получила ни одного мандата. Его сын, Марко Винисио Сересо Бландон, участвовал тогда же в президентских выборах, но получил менее 1% голосов избирателей.
Работает в неправительственных организациях и в качестве политического консультанта. С 29 июня 2017 по 29 июня 2021 года был генеральным секретарём Системы центральноамериканской интеграции (SICA), а 7 августа 2017 — послом мира от правительства Гватемалы.